# Lung Tien
Lung Tien, född 16 mars 1905 i Kina, död 22 juli 1999 i Enskede församling, var en jurist, kalligraf, poet och lärare, som var verksam i Sverige från 1956.
Lung Tien föddes i staden Gongan i mellersta Kina och studerade vid åtta års ålder de kinesiska klassikerna och skönskriften. När han var tolv utförde han kalligrafi (skönskrift) och komponerade egna poem. Han kom till Sorbonne i Paris för att studera juridik, han disputerade även där och mötte sin blivande svenska hustru Viveka Linder. År 1956 flyttade de till Sverige och 1958 fick Tien anställning vid det då nyöppnade Östasiatiska museet i Stockholm, där han arbetade fram till pensioneringen 1973. Tien undervisade i kinesisk kalligrafi vid Stockholms universitet och på Konstfack. Han förde poetisk dagbok över sina upplevelser i Sverige. Diktsamlingen på över 6000 poem i klassisk stil testamenterade han till Kungliga Biblioteket i Stockholm.
Han gifte sig 1956 med skådespelaren Viveka Linder (1918–1968), men var vid sin död skild sedan 1961. Han är begravd på Skogskyrkogården i Stockholm.